# Wahlen zum Senat der Vereinigten Staaten 1906 und 1907
Die Wahlen zum Senat der Vereinigten Staaten 1906 und 1907 zum 60. Kongress der Vereinigten Staaten fanden zu verschiedenen Zeitpunkten statt. Es waren die Halbzeitwahlen (engl. midterm election) in der Mitte von Theodore Roosevelts zweiter Amtszeit. Vor der Verabschiedung des 17. Zusatzartikels wurden die Senatoren nicht direkt gewählt, sondern von den Parlamenten der Bundesstaaten bestimmt.
Zur Wahl standen 28 der 30 Senatssitze der Klasse II, deren Inhaber 1900 und 1901 für eine Amtszeit von sechs Jahren gewählt worden oder später nachgerückt waren. Zusätzlich fand eine Nachwahl für den vakanten Klasse-I-Sitz in Delaware statt, den die Republikaner gewannen, sowie vorzeitig in Alabama die Wahl zum 61. Kongress, bei der die Demokraten den Sitz halten konnten.
Von den 30 regulär zur Wahl stehenden Sitzen waren jeweils 15 von Demokraten und Republikanern besetzt. 17 Amtsinhaber wurden wiedergewählt, sieben Demokraten (zwei davon schon 1904) und zehn Republikaner, sieben weitere Sitze wurden von der jeweiligen Partei gehalten (3 D, 4 R). Vier Sitze wechselten von den Demokraten zu den Republikanern, wobei der Sitz in Oregon den Demokraten schon vor Beginn des 61. Kongresses in einer Nachwahl verlorenging. Beide Parteien büßten jeweils einen Sitz ein, weil die Parlamente in Georgia und Rhode Island keine neuen Senatoren gewählt hatten. Der Gouverneur von Georgia ernannte aber sofort einen Kandidaten, so dass nur ein Sitz vakant blieb. Damit konnten die Republikaner ihre Mehrheit, die am Ende 59. Kongresses bei 58 gegen 32 Demokraten gelegen hatte, auf 60 zu 29 verbessern. Da beide neuen Senatoren des als 46. Staat in die Union aufgenommenen Oklahoma Demokraten waren, konnten diese den Abstand auf 60 zu 31 verkürzen.
Zu Veränderungen nach der Wahl siehe auch Liste der Mitglieder des Senats im 60. Kongress der Vereinigten Staaten.

## Ergebnisse

### Wahlen während des 59. Kongresses
Die meisten Gewinner dieser Wahlen wurden vor dem 4. März 1907 in den Senat aufgenommen, also während des 59. Kongresses. Die Wahl für die 1909 beginnende Amtszeit fand in Alabama vorzeitig statt.
| Staat    | Amtierender Senator       | Partei       | Nachwahl   | Datum         | Ergebnis                   | Neuer Senator       |
| -------- | ------------------------- | ------------ | ---------- | ------------- | -------------------------- | ------------------- |
| Alabama  | Edmund Pettus             | Demokrat     | Klasse III | 22. Jan. 1907 | vorzeitig wiedergewählt    | Edmund Pettus       |
| Delaware | vakant                    | vakant       | Klasse I   | 12. Juni 1906 | Zugewinn Republikaner      | Henry A. du Pont    |
| Kansas   | Alfred W. Benson, ernannt | Republikaner | Klasse II  | 22. Jan. 1907 | von Republikanern gehalten | Charles Curtis      |
| Michigan | Russell A. Alger          | Republikaner | Klasse II  | 5. Feb. 1907  | von Republikanern gehalten | William A. Smith    |
| Oregon   | John M. Gearin, ernannt   | Demokrat     | Klasse II  | 22. Jan. 1907 | Zugewinn Republikaner      | Frederick W. Mulkey |

- ernannt: Senator wurde vom Gouverneur als Ersatz für einen ausgeschiedenen Senator ernannt, Nachwahl nötig.

### Wahlen zum 60. Kongress
Die Gewinner dieser Wahlen wurden am 4. März 1907 in den Senat aufgenommen, also bei Zusammentritt des 60. Kongresses. Alle Sitze dieser Senatoren gehören zur Klasse II. Die Wahlen in Louisiana und Mississippi hatten vorzeitig bereits 1904 stattgefunden und werden hier der Vollständigkeit halber aufgeführt. 
| Staat          | Amtierender Senator    | Partei       | Datum         | Ergebnis                   | Neuer Senator        |
| -------------- | ---------------------- | ------------ | ------------- | -------------------------- | -------------------- |
| Alabama        | John T. Morgan         | Demokrat     | 22. Jan. 1907 | wiedergewählt              | John T. Morgan       |
| Arkansas       | James H. Berry         | Demokrat     | 29. Jan. 1907 | von Demokraten gehalten    | Jeff Davis           |
| Colorado       | Thomas M. Patterson    | Demokrat     | 16. Jan. 1907 | Zugewinn Republikaner      | Simon Guggenheim     |
| Delaware       | J. Frank Allee         | Republikaner | 16. Jan. 1907 | von Republikanern gehalten | Harry A. Richardson  |
| Georgia        | Augustus O. Bacon      | Demokrat     | keine Wahl    | Verlust Demokraten         | vakant               |
| Idaho          | Fred Dubois            | Demokrat     | 15. Jan. 1907 | Zugewinn Republikaner      | William Borah        |
| Illinois       | Shelby M. Cullom       | Republikaner | 22. Jan. 1907 | wiedergewählt              | Shelby M. Cullom     |
| Iowa           | Jonathan P. Dolliver   | Republikaner | 23. Jan. 1907 | wiedergewählt              | Jonathan P. Dolliver |
| Kansas         | Charles Curtis         | Republikaner | 22. Jan. 1907 | wiedergewählt              | Charles Curtis       |
| Kentucky       | Joseph C. S. Blackburn | Demokrat     | 9. Jan. 1906  | von Demokraten gehalten    | Thomas H. Paynter    |
| Louisiana      | Murphy J. Foster       | Demokrat     | 18. Mai 1904  | vorzeitig wiedergewählt    | Murphy J. Foster     |
| Maine          | William P. Frye        | Republikaner | 15. Jan. 1907 | wiedergewählt              | William P. Frye      |
| Massachusetts  | Winthrop M. Crane      | Republikaner | 15. Jan. 1907 | wiedergewählt              | Winthrop M. Crane    |
| Michigan       | Russell A. Alger       | Republikaner | 15. Jan. 1907 | von Republikanern gehalten | William A. Smith     |
| Minnesota      | Knute Nelson           | Republikaner | 22. Jan. 1907 | wiedergewählt              | Knute Nelson         |
| Mississippi    | Anselm J. McLaurin     | Demokrat     | 19. Jan. 1904 | vorzeitig wiedergewählt    | Anselm J. McLaurin   |
| Montana        | William A. Clark       | Demokrat     | 16. Jan. 1907 | Zugewinn Republikaner      | Joseph Dixon         |
| Nebraska       | Joseph H. Millard      | Republikaner | 15. Jan. 1907 | von Republikanern gehalten | Norris Brown         |
| New Hampshire  | Henry E. Burnham       | Republikaner | 15. Jan. 1907 | wiedergewählt              | Henry E. Burnham     |
| New Jersey     | John F. Dryden         | Republikaner | 5. Feb. 1907  | von Republikanern gehalten | Frank O. Briggs      |
| North Carolina | Furnifold M. Simmons   | Demokrat     | 22. Jan. 1907 | wiedergewählt              | Furnifold M. Simmons |
| Oregon         | John M. Gearin         | Demokrat     | 2. Jan. 1907  | Zugewinn Republikaner      | Jonathan Bourne      |
| Rhode Island   | George P. Wetmore      | Republikaner | keine Wahl    | Verlust Republikaner       | vakant               |
| South Carolina | Benjamin Tillman       | Demokrat     | 22. Jan. 1907 | wiedergewählt              | Benjamin Tillman     |
| South Dakota   | Robert J. Gamble       | Republikaner | 22. Jan. 1907 | wiedergewählt              | Robert J. Gamble     |
| Tennessee      | Edward W. Carmack      | Demokrat     | 15. Jan. 1907 | von Demokraten gehalten    | Robert L. Taylor     |
| Texas          | Joseph W. Bailey       | Demokrat     | 22. Jan. 1907 | wiedergewählt              | Joseph W. Bailey     |
| Virginia       | Thomas S. Martin       | Demokrat     | 24. Jan. 1906 | wiedergewählt              | Thomas S. Martin     |
| West Virginia  | Stephen B. Elkins      | Republikaner | 22. Jan. 1907 | wiedergewählt              | Stephen B. Elkins    |
| Wyoming        | Francis E. Warren      | Republikaner | 22. Jan. 1907 | wiedergewählt              | Francis E. Warren    |

- wiedergewählt: ein gewählter Amtsinhaber wurde wiedergewählt.

### Wahlen während des 60. Kongresses
Die meisten Gewinner dieser Wahlen wurden nach dem 4. März 1907 in den Senat aufgenommen, also während des 60. Kongresses. Die Wahl für die 1909 beginnende Amtszeit fand in Alabama vorzeitig statt. Da Edmund Pettus kurze Zeit später starb, wurde die Wahl wiederholt.
| Staat     | Amtierender Senator        | Partei       | Nachwahl   | Datum         | Ergebnis                   | Neuer Senator      |
| --------- | -------------------------- | ------------ | ---------- | ------------- | -------------------------- | ------------------ |
| Alabama   | John H. Bankhead           | Demokrat     | Klasse II  | 16. Juli 1907 | wiedergewählt              | John H. Bankhead   |
| Alabama   | Edmund Pettus              | Demokrat     | Klasse III | 6. Aug. 1907  | von Demokraten gehalten    | Joseph F. Johnston |
| Georgia   | Augustus O. Bacon, ernannt | Demokrat     | Klasse II  | 9. Juli 1907  | bestätigt                  | Augustus O. Bacon  |
| Oklahoma  | neuer Staat                | neuer Staat  | Klasse II  | 10. Dez. 1907 | Zugewinn Demokraten        | Robert L. Owen     |
| Oklahoma  | neuer Staat                | neuer Staat  | Klasse III | 10. Dez. 1907 | Zugewinn Demokraten        | Thomas Gore        |
| Wisconsin | John C. Spooner            | Republikaner | Klasse III | 17. Mai 1907  | von Republikanern gehalten | Isaac Stephenson   |

- ernannt: Senator wurde vom Gouverneur als Ersatz für einen ausgeschiedenen Senator ernannt, Nachwahl nötig.
- bestätigt: ein als Ersatz für einen ausgeschiedenen Senator ernannter Amtsinhaber wurde bestätigt.

## Einzelstaaten
In allen Staaten wurden die Senatoren durch die Parlamente gewählt, wie durch die Verfassung der Vereinigten Staaten vor der Verabschiedung des 17. Zusatzartikels vorgesehen. Das Wahlverfahren bestimmten die Staaten selbst, es war daher von Staat zu Staat unterschiedlich. Teilweise ergibt sich aus den Quellen nur, wer gewählt wurde, aber nicht wie.
Das Fourth Party System der Parteien in den Vereinigten Staaten bestand aus der Demokratischen Partei, die hauptsächlich in den Südstaaten stark war, sowie der gemäßigt abolitionistischen, im Norden verankerten Republikanischen Partei.